# HV Marsna IASON Combinatie
Marsna Iason Combinatie (afgekort M.I.C.) is een Nederlandse handbalvereniging uit Meerssen/Valkenburg. De club is opgericht op 27 juni 2016 uit een fusie tussen HV Iason (In Aangename Samenwerking Overwinning Nastrevend) uit Valkenburg en HV Marsna uit Meerssen. De vereniging heeft anno 2020 geen enkel herenteam dat speelt in de nationale competitie.
Meteen na het ontstaan van de vereniging begon het eerste damesteam in de hoofdklasse. In hetzelfde jaar wist het team eerste te worden in de competitie en promoveerde naar de tweede divisie. Na één jaar in de tweede divisie degradeerde het damesteam weer naar hoofdklasse. In het seizoen 2020/2021 speelt het eerste damesteam in de hoofdklasse.

## Resultaten
- 2017 1e
Hoofdklasse B
- 2018 11e
Tweede divisie B
- 2019 4e
Hoofdklasse C
- 2020 11e
Hoofdklasse C
- 2021
- 2022 5e
Hoofdklasse D
- 2023 3e
Hoofdklasse C
- 2023 4e
Hoofdklasse C

- Tweede divisie
- Hoofdklasse

## Erelijst

### Dames
| Nationaal   |    |         |
| Hoofdklasse | 1x | 2016/17 |